# Adhara Pérez
Adhara Maite Pérez Sánchez (28 de agosto de 2011, Veracruz, México) es una niña mexicana, con un coeficiente intelectual de 162, conocida por ser la persona más joven en lograr el título de maestría en México. En 2021, el Senado de México le otorgó un reconocimiento por sus logros académicos excepcionales a tan corta edad. Tiene como meta ser astronauta y representar a México en la NASA.

## Trayectoria
Desde temprana edad, Adhara Pérez mostró un interés inusual por el aprendizaje y la exploración del conocimiento. Su capacidad para absorber información y resolver problemas de manera rápida y efectiva, así como el trato negativo por parte de otros niños y maestras en el jardín de niños,  llamó la atención de sus padres, quienes la llevaron al Centro de Atención al Talento (CEDAT). Fue diagnosticada con el síndrome de Asperger a los 3 años, y recibió educación en casa, de manera que terminó la primaria a los 5 años, la secundaria a los 6 y el bachillerato lo terminó en un año. 
Pérez fue inscrita a un concurso de la UNAM sobre computadoras, donde se le impulsó a estudiar la ingeniera de sistemas por la Universidad CNCI, y luego continuar con una ingeniería industrial especializada en matemáticas en la Universidad Tecnológica de México. A la edad de 11 años obtuvo su maestría en Ingeniería Industrial en Matemáticas por el Centro de Investigación y de Estudios Avanzados (Cinvestav) del Instituto Politécnico Nacional (IPN), convirtiéndose en la persona más joven en lograr este título en México. Tiene un libro titulado No te rindas, donde relata sus experiencias como niña genio y víctima de bullying.